# Dallas Cup de 2022
O Super Grupo da Dallas Cup de 2022 foi realizado entre os dias 10 e 17 de abril, sendo a categoria principal da 43.ª edição deste torneio de futebol masculino sub-19, que ocorreu na cidade de Dallas, no Texas. Nesta edição, a categoria principal da competição retornou após dois anos sem ser realizada devido à pandemia de COVID-19. A Seleção Panamenha conquistou o título, o primeiro de sua história, ao vencer a Seleção Salvadorenha na decisão por 3 a 1.

## Formato e participantes
Em 2022, o Super Grupo, principal categoria da Dallas Cup, fez seu retorno após dois anos de ausência devido à pandemia de COVID-19. Adicionalmente, equipes de outros países foram novamente convidadas após a temporada de 2021, que foi disputada exclusivamente por clubes norte-americanos. No que tange ao formato, apesar do regulamento ter sido mantido igual às edições anteriores, o número de participantes diminuiu pela metade, passando de doze para seis equipes, o que resultou na redução do número de grupos na fase inicial. Na edição em questão, as seleções de El Salvador e Panamá integraram o torneio como parte de sua preparação para o pré-mundial da CONCACAF, realizado em junho de 2022. Cada equipe disputou três jogos, e os dois melhores colocados de cada grupo avançaram para as semifinais.
| Federação      | Equipe               | Títulos                     | Ref.  |
| -------------- | -------------------- | --------------------------- | ----- |
| Dinamarca      | Køge                 | —                           | [ 1 ] |
| El Salvador    | Seleção Salvadorenha | —                           | [ 1 ] |
| Estados Unidos | FC Dallas            | 1 (2017)                    | [ 1 ] |
| México         | Monterrey            | —                           | [ 1 ] |
| México         | Tigres UANL          | 4 (2003, 2011, 2018 e 2019) | [ 1 ] |
| Panamá         | Seleção Panamenha    | —                           | [ 1 ] |

## Primeira fase
Em 10 de abril, deram-se início aos primeiros jogos do Super Grupo da Dallas Cup de 2022. No jogo de abertura, ocorrido no Moneygram Soccer Park, a Seleção Panamenha triunfou sobre o clube dinamarquês Køge. Posteriormente, o Tigres, do México, venceu o FC Dallas no Cotton Bowl. Ao término da primeira fase, em 13 de abril, as seleções de El Salvador e Panamá, juntamente como os clubes mexicanos Monterrey e Tigres, classificaram-se para as semifinais.

## Fases finais
Após a definição dos classificados da fase inicial, as semifinais foram disputadas no Toyota Stadium, localizado em Frisco, nos arredores de Dallas, em 15 de abril. O primeiro jogo realizado foi entre Panamá e Monterrey, com início às 17:30, horário local. Os panamenhos foram mais efetivos e abriram uma vantagem de 2 a 0, com gols de Rafael Mosquera e Omar Alba, antes dos 25 minutos do primeiro tempo. O clube mexicano diminuiu com Victor Lopez convertendo um pênalti e empatou o placar aos 72 minutos com Edgar Castro. Com a igualdade persistindo até o final do tempo regulamentar, o confronto foi para a prorrogação, onde Ricardo Gorday colocou os panamenhos novamente à frente, garantindo a classificação de sua equipe. Posteriormente, às 20 horas, foi a vez da seleção de El Salvador avançar para a decisão ao vencer o Tigres por 2 a 0.
Dois dias após as semifinais, El Salvador e Panamá enfrentaram-se na decisão, também no Toyota Stadium. No primeiro tempo, os panamenhos foram mais ofensivos e abriram uma vantagem de dois gols com Omar Valencia e Rodolfo Vega. No segundo tempo, Harold Osorio diminuiu aos 66 minutos, mas Keny Bonilla, aos 82, ampliou novamente o placar e decretou a vitória da Seleção Panamenha.
|  | Semifinais             | Semifinais  |   |  | Final                  | Final |  |
|  |                        |             |   |  |                        |       |  |
|  | Toyota Stadium, Frisco |             |   |  |                        |       |  |
|  | Panamá (pro)           | 3           |   |  |                        |       |  |
|  | Monterrey              | 2           |   |  |                        |       |  |
|  |                        |             |   |  |                        |       |  |
|  |                        |             |   |  | Toyota Stadium, Frisco |       |  |
|  |                        |             |   |  | Panamá                 | 3     |  |
|  |                        | El Salvador | 1 |  |                        |       |  |
|  |                        |             |   |  |                        |       |  |
|  |                        |             |   |  |                        |       |  |
|  |                        |             |   |  |                        |       |  |
|  | Toyota Stadium, Frisco |             |   |  |                        |       |  |
|  | El Salvador            | 2           |   |  |                        |       |  |
|  | Tigres UANL            | 0           |   |  |                        |       |  |

- As equipes classificadas estão em negrito.

### Gerais
- «Classificação e Resultados da Dallas Cup de 2022» (em inglês). Dallas Cup. Consultado em 10 de maio de 2024. Cópia arquivada em 13 de abril de 2022

### Específicas
1. 1 2 3 4  Jon Arnold (8 de abril de 2022). «International flavor returns as Dallas Cup once again says, 'Welcome World'». The Dallas Morning News (em inglês). Consultado em 10 de maio de 2024. Cópia arquivada em 4 de dezembro de 2022
2. ↑  Diane Scavuzzo (25 de março de 2021). «AS DALLAS CUP RETURNS TO PLAY – EXECUTIVE DIRECTOR ANDY SWIFT SPEAKS OUT» (em inglês). Soccer Today. Consultado em 10 de maio de 2024. Cópia arquivada em 30 de janeiro de 2024
3. ↑  «Panamá Sub 20 debuta hoy ante el HB Koge de Dinamarca en el torneo Dallas Cup» (em espanhol). En Segundos. 10 de abril de 2022. Consultado em 10 de maio de 2024. Cópia arquivada em 29 de maio de 2022
4. ↑  Christian Peñate (9 de abril de 2022). «La selección sub-20 debuta este domingo en la Dallas Cup contra Rayados de Monterrey» (em espanhol). Diario El Salvador. Consultado em 10 de maio de 2024. Cópia arquivada em 2 de julho de 2023
5. ↑  «Panamá Sub 20 debuta hoy ante el HB Koge de Dinamarca en el torneo Dallas Cup» (em espanhol). En Segundos. 10 de abril de 2022. Consultado em 10 de maio de 2024. Cópia arquivada em 29 de maio de 2022
6. ↑  «Dallas Cup: Panamá Sub 20 debuta con victoria» (em espanhol). RPC. 10 de abril de 2022. Consultado em 10 de maio de 2024. Cópia arquivada em 1 de dezembro de 2022
7. ↑  «Recap of Opening Sunday from Cotton Bowl Stadium» (em inglês). Dallas Cup. 10 de abril de 2022. Consultado em 10 de maio de 2024. Cópia arquivada em 21 de fevereiro de 2024
8. ↑  «Dallas Cup Girls Invitational Finals and Dallas Cup 19U Men's Semis to air on ESPN3» (em inglês). Soccer Wire. 14 de abril de 2022. Consultado em 10 de maio de 2024. Cópia arquivada em 28 de maio de 2023
9. ↑  Jaime A. Chávez Rivera (15 de abril de 2022). «Panamá Sub20 va por boleto a la final de Dallas Cup» (em espanhol). Panamá América. Consultado em 10 de maio de 2024. Cópia arquivada em 9 de maio de 2022
10. ↑  «Sunday's Gordon Jago Super Group Final - U20 Panama National Team vs. U20 El Salvador National Team» (em inglês). Dallas Cup. 16 de abril de 2022. Consultado em 10 de maio de 2024. Cópia arquivada em 5 de outubro de 2023
11. ↑  «Dallas Cup Girls' Invitational crowns 2022 champions» (em inglês). Soccer Wire. 16 de abril de 2022. Consultado em 10 de maio de 2024. Cópia arquivada em 22 de março de 2023
12. ↑  Javier González (17 de abril de 2022). «PANAMÁ-EL SALVADOR: EL ÚLTIMO CAPÍTULO POR ESCRIBIR EN DALLAS CUP» (em espanhol). Federação Panamenha de Futebol. Consultado em 10 de maio de 2024. Cópia arquivada em 11 de maio de 2024
13. ↑  «U-20 Panama National Team Crowned 2022 Gordon Jago Super Group Champions» (em inglês). Dallas Cup. 17 de abril de 2022. Consultado em 10 de maio de 2024. Cópia arquivada em 29 de setembro de 2022
14. ↑  Diego Ibarra (17 de abril de 2022). «El Salvador Sub-20 cae en la final de la Dallas Cup 2022». As (em espanhol). Consultado em 10 de maio de 2024. Cópia arquivada em 22 de março de 2023
15. ↑  Christian Peñate (17 de abril de 2022). «La selección sub 20 de El Salvador se tiene que conformar con el subcampeonato de la Dallas Cup al perder contra Panamá» (em espanhol). Diario El Salvador. Consultado em 10 de maio de 2024. Cópia arquivada em 9 de julho de 2023